# Maxime Vachier-Lagrave
Maxime Vachier-Lagrave (Nogent na Marni, 21. listopada 1990.), francuski šahovski velemajstor. Međunarodni majstor od 2004., velemajstor od 2005. godine. Skraćeno ga se naziva MVL.
Svjetski juniorski prvak 2009. godine. 
Trostruki prvak Francuske.
Prvak Pariza 2007. i 2008. godine.
FIDE rejting mu je 2796, a u brzopoteznim kategorijama "rapid" 2770 i 2825 u kategoriji "blitz" siječnja 2017. godine. Siječnja 2017. najbolje je rangirani francuski igrač.
Najviši rejting u standardnom šahu po Elo rankingu bio mu je kolovoza 2016. godine, 2819 bodova. Najbolji rejting na svjetskoj ljestvici bilo mu je drugo mjesto, kolovoza 2016.

## Vanjske poveznice
- Partije na Chessgames.com